# Yuba (Wisconsin)
Yuba è un villaggio degli Stati Uniti d'America, situato in Wisconsin, nella contea di Richland.